# Fabiola (film fra 1918)
Fabiola er en italiensk stumfilm fra 1918 af Enrico Guazzoni.

## Medvirkende
- Elena Sangro som Fabiola
- Amleto Novelli som Fulvio
- Augusto Mastripietri som Eurota
- Giulia Cassini-Rizzotto som Lucina
- Bruto Castellani som Quadrato